# Valko Chervenkov
Valko Velev Chervenkov (en búlgaro: Вълко Вельов Червенков; Zlatitsa, 6 de septiembre de 1900 - Sofía, 21 de octubre de 1980) fue un político comunista búlgaro. Ejerció como Secretario General del Partido Comunista de Bulgaria de 1950 hasta 1954, y como primer ministro de 1950 hasta 1956. Su gobierno estuvo marcado por la consolidación del modelo estalinista, la creciente industrialización, la colectivización y la persecución a gran escala de opositores políticos.

## Biografía

### Primeros años y carrera en la Unión Soviética
Nació en Zlatitsa, Bulgaria. Ingresó al Partido Comunista en 1919 y participó en actividades grupales de juventudes comunistas y en la edición del periódico del partido. Participó en la fallida Revolución de septiembre de 1923 y fue sentenciado a muerte, pero se le permitió emigrar a la Unión Soviética.
En 1925, Chervenkov huyó a la Unión Soviética. Asistió a la Escuela Marxista-Leninista en Moscú, pasando a ser su director. Se convirtió en partidario del sistema gubernamental de Stalin y era conocido para su alto ingenio y conocimiento del marxismo-leninismo. Fue reclutado como agente de la NKVD bajo el alias "Spartak". En 1941, Chervenkov se convirtió en el director de una estación radiofónica qué enviaba mensajes antinazi y pro-comunistas al pueblo búlgaro.

### En Bulgaria
En 1944, Chervenkov regresó a Bulgaria en una misión para su hermano en ley, Georgi Dimitrov. Chervenkov fue miembro del gobierno qué tomó el mando poco después del fin de la Segunda Guerra Mundial en 1945, el cual inmediatamente pasó a ser controlado por los comunistas. Fue Presidente del Comité de Ciencia, Arte y Cultura (i.e. Ministro de Cultura) en 1947, y se convirtió en vice primer ministro en 1949, tras la muerte del secretario general Georgi Dimitrov y Bulgaria temporalmente adoptó un modelo de liderazgo colectivo. Se convirtió en el secretario general del partido, y Vasil Kolarov sucedió a Dimitrov como primer ministro. Kolarov falleció en 1950, y Chervenkov fusionó las dos oficinas más poderosas en Bulgaria una vez más, con total aprobación de los soviéticos.
Sus políticas se parecieron estrechamente a las de la Unión Soviética en ese entonces, las cuales le ganaron el apodo de "Pequeño Stalin". Su gobierno presentó una dura represión hacia toda desviación de la línea de partido, supresión arbitraria de la cultura y las artes a lo largo de las ramas del realismo socialista, el culto a la personalidad y una política extranjera aislacionista. En 1950, se realizó una campaña de colectivización. A inicios de 1951, Chervenkov había expulsado uno de los cinco miembros de partido, incluyendo a muchos altos oficiales, en su campaña de disciplinar a todo el partido. De los 460 000 militantes, 100 000 fueron expulsados del partido hasta 1953. A pesar de que su modelo de culto a la personalidad era similar al de Stalin, personalmente lo aceptó solo como una necesidad de la situación política actual y se opuso firmemente a cualquier extremidad.

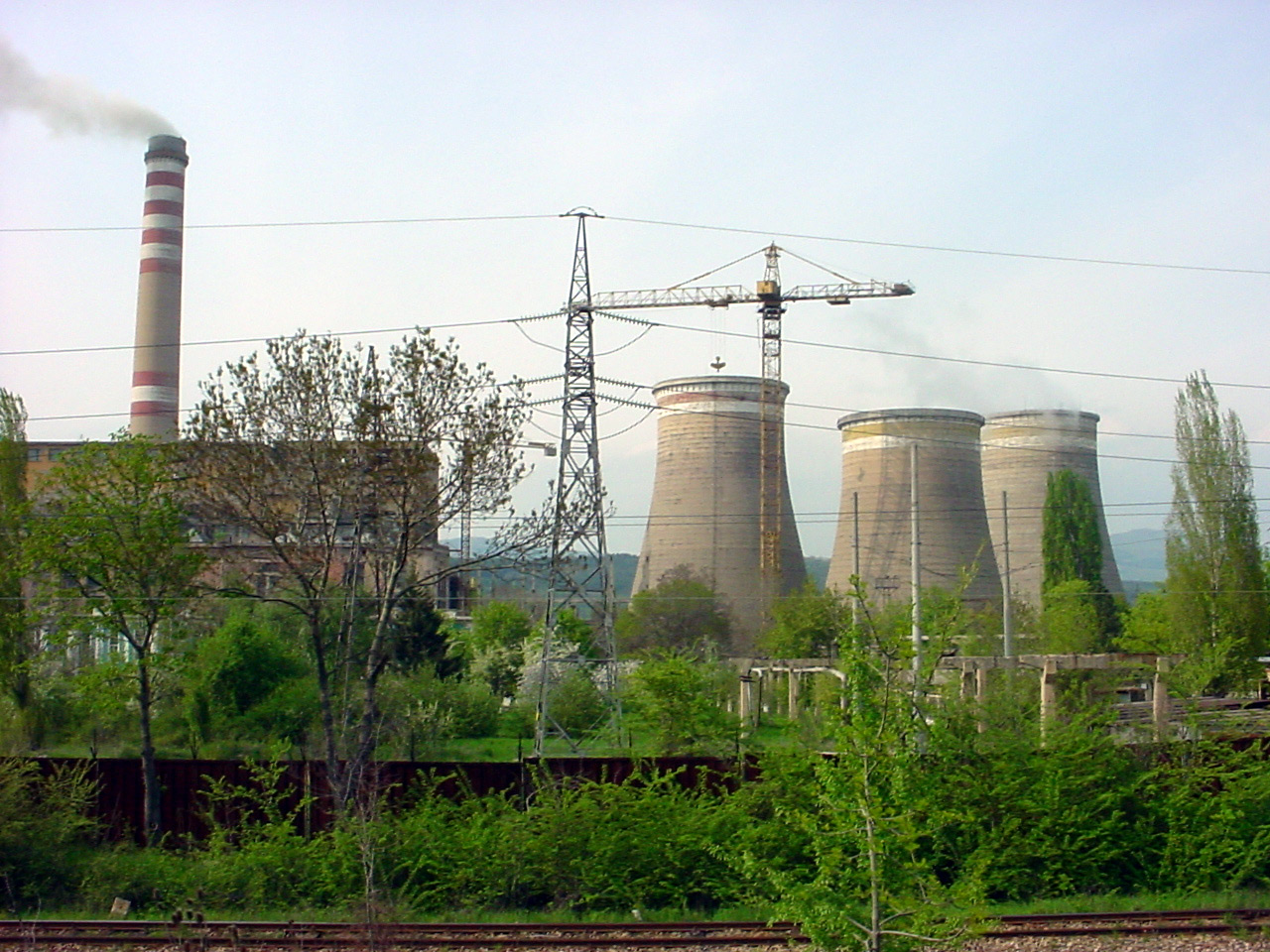
Planta nuclear Republika, uno de los proyectos de construcción durante la industrialización

Para 1953, Bulgaria había cortado relaciones con los países de Occidente y el 90 % de sus exportaciones y las importaciones implicaron asociación soviética. El gabinete de Chervenkov uso la intimidación y el apoyo a la discriminación para aumentar los índices de colectivización. Entre 1950 y 1953, la tierra cultivable estatal aumentó del 12 % al 61 %. A pesar de estos esfuerzos de colectivización, el Plan Quinquenal de 1949 a 1953 fracasó en conseguir su objetivo, marcando −0.9 % de crecimiento agrícola en ese periodo, a pesar de que al mismo tiempo la industria marcaba un 20.7 % de crecimiento, mientras que el crecimiento económico total aumentó al 8.4 %.
Incluso antes de la muerte de Stalin, Chervenkov ya había empezado a ponerle fin al modelo estalinista. La aprobación oficial de la novela Tobacco de Dimitar Dimov, marcó una leve perdida de control del Partido sobre actividades culturales. En 1953 las relaciones diplomáticas con Grecia y Yugoslavia fueron restablecidas, se concedieron algunas amnistías, se planificaron y discutieron el incremento de producción de bienes de consumidor y redujeron los precios de los productos básicos. Después de 1953, Chervenkov estaba en una posición insegura, y adoptó varias medidas para obtener apoyo político, renunciando a su liderazgo del partido en 1954: redujo la intervención soviética en la vida económica y política búlgara, redujo el ritmo de colectivización y liberó a cerca de 10 000 prisioneros políticos en 1955. En abril de 1956, tras la desestalinización de Jruschov, el Partido Comunista búlgaro condenó el estalinismo (e implícitamente, el autoritarismo de Chervenko). Dimitió ese mismo año. Entre 1962 y 1969, su afiliación en el Partido estuvo suspendida.

## Vida privada
En 1926, Chervenkov se casó con la hermana menor de Georgi Dimitrov, Elena. Tuvieron dos hijos: Vladimir (1935-1965) e Irina (nacida en 1939).

## Honores y premios
- Orden de Lenin, cuatro veces (incluyendo 1967 y 1980).